# 98 př. n. l.

## Události
- V Římě byl přijat zákon Lex Caecilia Didia, který zaváděl praxi monotematických zákonů. Snažil se tak zabránit dosud rozšířené praxi, kdy k zákonům byla přidávána další ustanovení se samotným zákonem nijak nesouvisející.[1]

## Hlavy států
- Parthská říše – Mithradatés II. (124/123 – 88/87 př. n. l.)
- Egypt – Ptolemaios X. Alexandros (110 – 109, 107 – 88 př. n. l.)
- Čína – Wu-ti (dynastie Západní Chan)